# Kim So-hui
Pour les articles homonymes, voir Kim.
Dans ce nom, le nom de famille, Kim, précède le nom personnel coréen.
Kim So-hui est une taekwondoïste sud-coréenne née le 29 janvier 1994 à Jecheon. Elle a remporté la médaille d'or en moins de 49 kg aux Jeux olympiques d'été de 2016 à Rio de Janeiro.